# Zhao Limin
Zhao Limin – chińska judoczka.
Zajęła piąte miejsce na mistrzostwach świata w 1995. Złota medalistka mistrzostw Azji w 1993 roku.